# Петър Ташев
Петър Ангелов Ташев е български архитект, професор, декан на Архитектурния факултет на Висшия институт по архитектура и строителство. Брат е на академик д-р Ташо Ташев.

## Биография
През 1940 г. завършва архитектура в Белград. По време на следването си се самоиздържа като строителен работник. Дълги години преподава в Инженерно-строителен институт, по-късно Висш институт по строителство и архитектура и Университет по архитектура и строителство и геодезия в София. Той е един от първите български хабилитирани специалисти по градоустройство. Основател и първи ръководител на катедрата по градоустройство в Института.
Декан на Висшия институт по строителство и архитектура.
От 1960 г. за два мандата проф. Ташев е главен архитект на София. По време на пребиваването му в Софийската община е разработен и приет със закон от 1966 г. Генерален план за развитието на столицата. По този план са изградени новите жилищни комплекси, основните градски магистрали, метрото и др., и в продължение на следващите години не се е наложило да го променят.

## Почит
- През 1960 г. е награден с орден „Кирил и Методий“ I ст. златен. През 1965 г. с орден „9-и септември 1944 г.“ I степен. 1972 г. със Златен орден на труда с почетна значка на София и Димитровград, със златна значка „Кольо Фичето“ и др.

- През 1952 г. е удостоен със званието лауреат на Димитровска награда, а през 1973 г. със званието „Заслужил архитект“.

- От 1963 г. до 1985 г. е почетен член на Кралския институт на Британските архитекти.

- С решение от 26 януари 2012 Столичният общински съвет именува улица, находяща се в район „Студентски“ с името „Проф. арх. Петър А. Ташев“ (Карта)

## Дейност
Като архитект проектант е взел участие или е разработил сам следните обекти:
1. Конкурсен проект за центъра на гр. София – 2 варианта, единият получил втора премия (първа така и не се дава), а другият откупка – 1944/45 г. с колектив.
2. Градоустройствен проект за застрояване на район Булина ливада по системата на микрорайони.
3. Общ и подробен план на Димитровград с колектив под негово ръководство 1950 – 1951 г. По този проект се извършва строителството на града.
4. Идеен общ градоустройствен и застроителен план на гр. Рудозем 1951 – 1952 г. Този план става основа на окончателния план, по който се изгражда градът.
5. Градоустройствен застроителен план за централната част на центъра на София с колектив в Софпроект под негово ръководство.
6. Разработване на окончателни градоустройствени планове на центъра на София след провеждане на конкурс – колектив в Главпроект под негово ръководство, 1953 г.
7. Разработване на програма, събиране на материали и написване на проекто-планово задание за социалистическата реконструкция на София 1954 г.
8. Разработване на програма за изработване на нов генерален план на София и съставяне на първите предварителни схеми, 1954 – 1955 г.
9. Конкурсен проект за микрорайон Хиподрума – заедно с арх. Тодор Данов. Проектът получава втора премия (първа не е дадена) и послужва за основа на окончателния проект, по който се извършва строежът – 1957 г.
10. Конкурсен проект за сградите на СГНС – с колектив, 1957 г.
11. Конкурсен проект за центъра на гр. Габрово – колектив под негово ръководство. Проектът получава откупка – 1960 г.
12. Оконачателен застроителен план на гр. Габрово – колектив под негово ръководство. Проектът е одобрен от КАБ и по него се извършва строежът на града.
13. Градоустройствен план за центъра на гр. Казанлък, заедно с арх. Делчо Сугарев и арх. Маргарита Тодорова – проектът е одобрен от КАБ и по него се извършва строителството от 1960 г.
14. Градоустройствен план за устройството и застрояването на жилищен район Красно село с арх. Тодор Данов. Градоустройственото решение е одобрено и реализирано до 1966 г.
15. Жилищен комплекс „Свобода“ втора част, проектът е одобрен през 1963 г. и строителството е завършено.
16. Жилищен комплекс „Хаджи Димитър“ – застроителен план под негово ръководство. Проектът е одобрен 1963 г., а строителството му започва през 1964 г.
17. Жилищен комплекс „Дружба“ – застроителен план под негово ръководство.
18. Паметник на В. И. Ленин в София, заедно със съветския скулптор Л. Е. Кербел, 1971 г.